# Arbeitnehmerverband deutscher Milchkontroll- und Tierzuchtbediensteter
Der Arbeitnehmerverband deutscher Milchkontroll- und Tierzuchtbediensteter ist eine christliche Fachgewerkschaft im CGB für Mitarbeiter der Milchkontroll- und Tierzuchtbetriebe.  Die 10 Landesverbände haben nach eigenen Angaben ca. 1500 Mitglieder.